# Окшешин (Нижньосілезьке воєводство)
Окшешин (пол. Okrzeszyn, нім. Albendorf) — село в Польщі, у гміні Любавка Каменноґурського повіту Нижньосілезького воєводства.
Населення — 206 осіб (2011).
У 1975-1998 роках село належало до Єленьоґурського воєводства.

## Демографія
Демографічна структура станом на 31 березня 2011 року:
|          | Загалом | Допрацездатний вік | Працездатний вік | Постпрацездатний вік |
| -------- | ------- | ------------------ | ---------------- | -------------------- |
| Чоловіки | 105     | 26                 | 70               | 9                    |
| Жінки    | 101     | 15                 | 58               | 28                   |
| Разом    | 206     | 41                 | 128              | 37                   |